# Valerio Cordo
Valerio Cordo (o in latino Valerius Cordus; Erfurt, 18 febbraio 1515 – Roma, 25 settembre 1544) è stato un medico, chimico e botanico tedesco.
Con Hieronymus Bock, Otto Brunfels e Leonhart Fuchs è considerato uno dei padri tedeschi della botanica.
Da suo padre Euricius Cordus, medico e botanico, riceve i primi insegnamenti, in gran parte appresi da studiosi italiani. Valerio studiò all'Università di Wittenberg anche con il professore Filippo Melantone dove ottenne il dottorato nel 1531. Nel 1540 fu il primo europeo a produrre l'etere, che egli chiamò olio dolce di vetriolo, con l'aggiunta di acido solforico a dell'etanolo, sostanza che per molti secoli venne utilizzata come anestetico. Questa tecnica sarebbe stata acquisita da Valerio da informazioni ottenute da esploratori portoghesi appena rientrati dai loro viaggi in Oriente. Altri citano come Paracelso o a Raimondo Lullo come i scopritori di questa sostanza.
Nel 1542 intraprese un viaggio in Italia dove contrasse la malaria e vi morì a Roma nel 1544. Le sue opere vennero pubblicate postume. Nel 1548 Pharmacorum conficiendorum ratio pubblicata dal governo di Norimberga, nel 1561 apparvero le Annotationes in Pedacii Dioscoridis de Materia medica libros V dove vengono descritte ca. 500 piante. In quest'opera non ci si accontenta di riprodurre i testi antichi ma vi si svolge un primo tentativo di descrizione tassonomica. Le sue descrizioni molto precise e minuziose sono molto innovative per il suo tempo. Fu Conrad von Gesner a pubblicare la sua Historia Stirpium et Sylva che era un commentario su Dioscoride Anazarbeo con le note prese dai suoi studenti.
Il genere vegetale Cordia della famiglia delle Boraginaceae gli è stato dedicato.